# Expo 1936
L'Esposizione specializzata ILIS 1936 (Internationella Luftfartsutställningen i Stockholm o "Mostra internazionale dell'aviazione a Stoccolma") è stata una mostra internazionale dell'aviazione tenutasi all'aeroporto Lindarängen nella capitale svedese Stoccolma tra il 15 maggio 1936 e il 1º giugno 1936. Fu la prima mostra specializzata riconosciuta dal Bureau International des Expositions (BIE). L'esposizione si è tenuta per celebrare l'apertura dell'aeroporto di Bromma, il primo in Europa con piste asfaltate. Bromma fu inaugurato il 23 maggio 1936, con l'arrivo di una corsa aerea attraverso la Svezia iniziata il giorno prima. A Bromma ebbero luogo alcuni spettacoli aerei il 24 e 25 maggio 1936. I visitatori venivano trasportati tra Lindarängen e Bromma con l'autogiro. La mostra statica e al coperto si è tenuta a Lindarängen una struttura per idrovolanti appena a est del centro città, attualmente utilizzata come terminal dei traghetti. Durante l'ILIS, i visitatori di Lindarängen potevano salire a bordo di un idrovolante svedese per sorvolare Stoccolma.

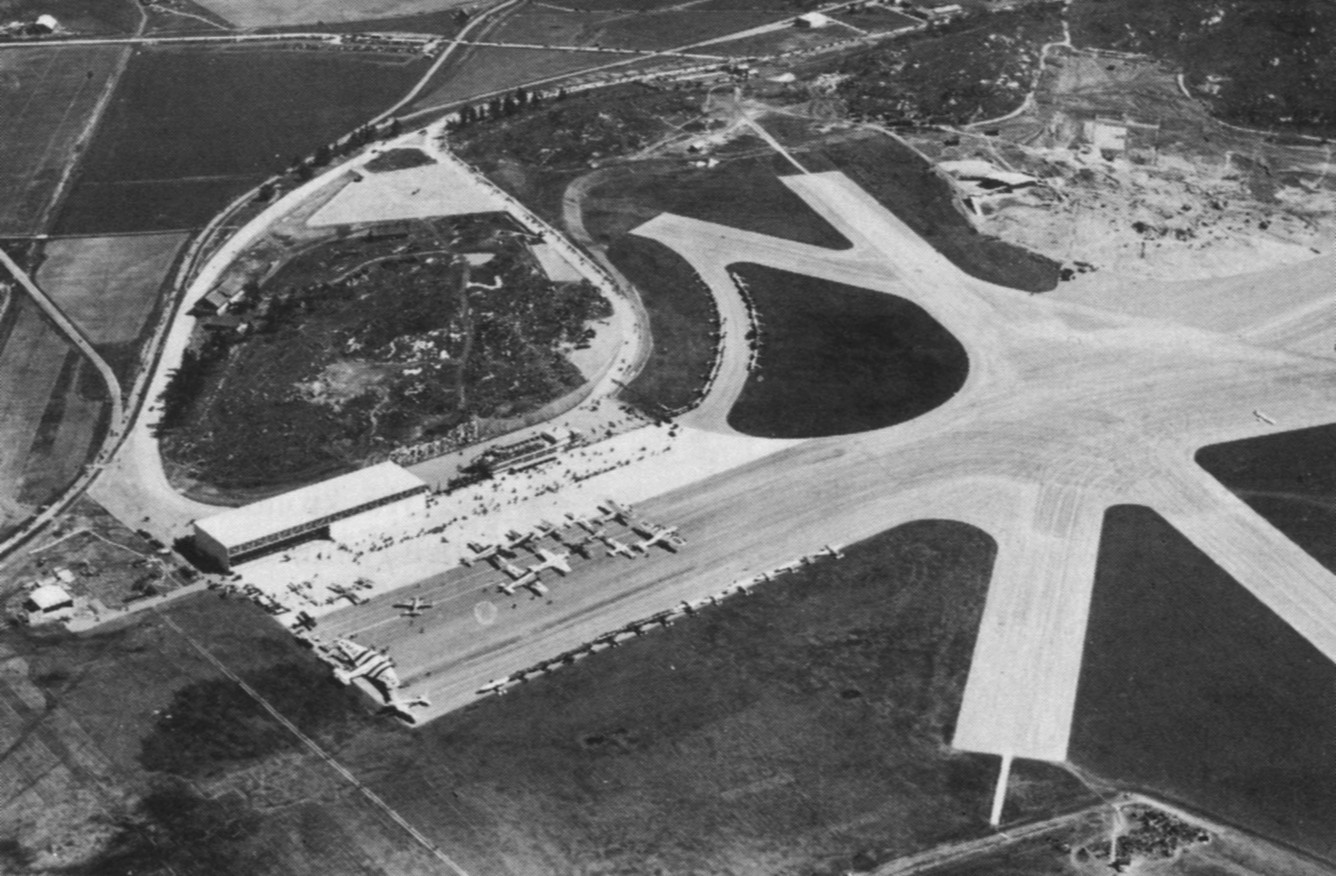
Le piste asfaltate a Bromma nel 1936
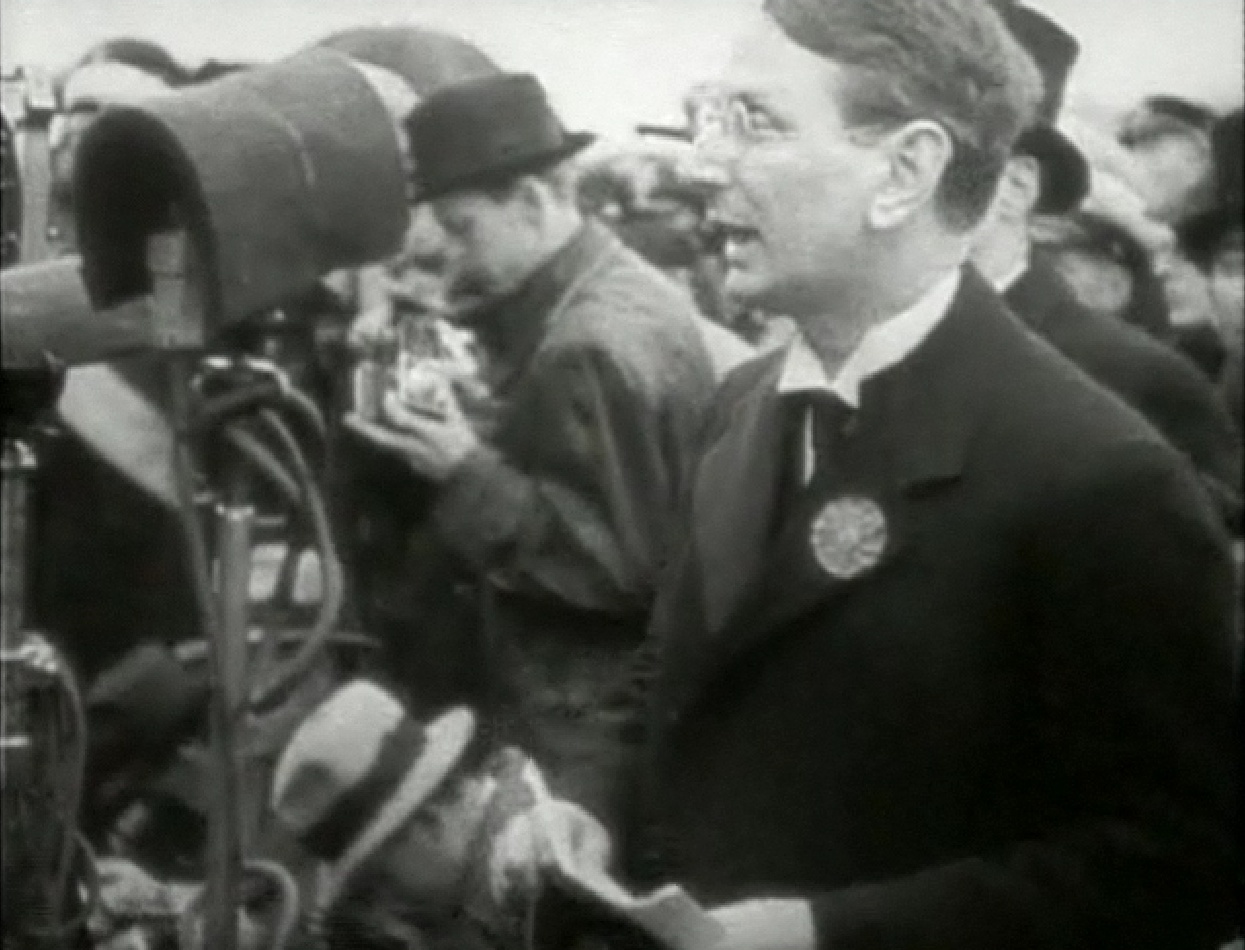
Inaugurazione dell'aeroporto di Bromma da parte del commissario municipale Yngve Larsson
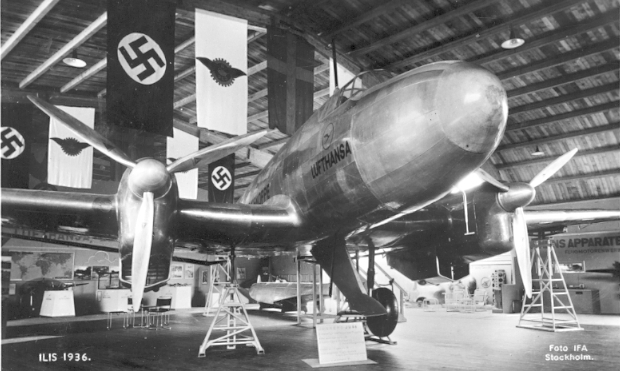
L'esposizione indoor di ILIS a Lindarängen
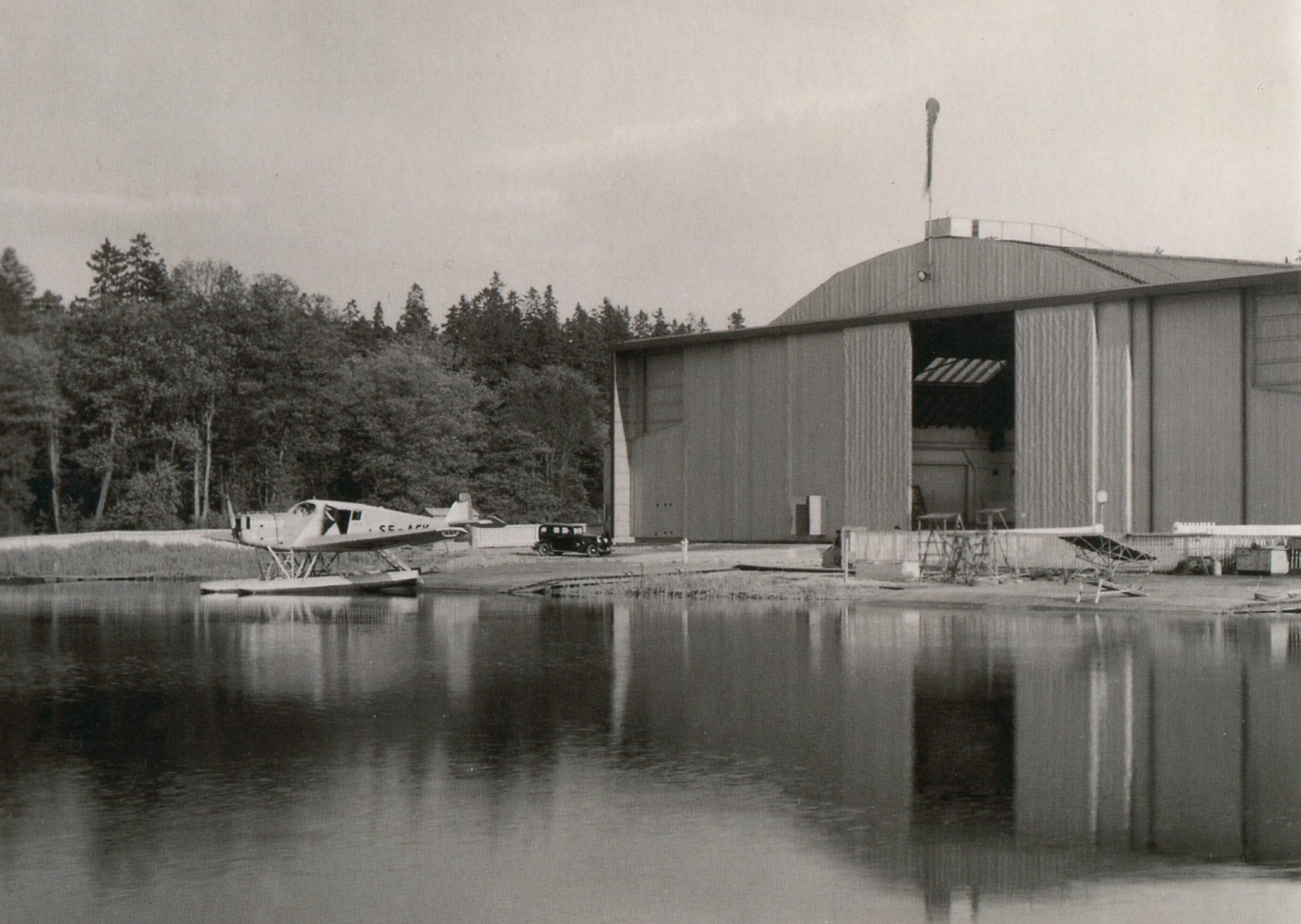
Aeroporto di Lindarängen nel 1930